# Federação Portuguesa de Boxe
A Federação Portuguesa de Boxe (FPB) foi fundada em 14 de Março de 1914 em Lisboa e atualmente tem a sua sede no Porto, Portugal.
A Federação Portuguesa de Boxe é a entidade nacional que representa o boxe em Portugal e é membro filiado da União Europeia de Boxe, da European Boxing Confederation e da International Boxing Association.